# Андрій Занько
Андрій Занько — український музикант, ударник, відомий як учасник гурту Мандри.

## Біографія
Народився 29 січня 1975 р. у Львові. У 1980 р. переїхав жити до Києва. Завдяки батькові у Андрія з дитинства формувався гарний музичний смак. 1982 р. пішов вчитись до музичної школи по класу ударних інструментів. Закінчивши школу, вступив до музичного училища. Згодом із студентів цього училища створився колектив «Yellow Surrialism Limited», у якому Андрій брав участь. Після закінчення музичного училища його запросили барабанщиком до гурту «Tony Smith and Cowboy Band», хоча у цей же період грає і в музичному проекті «Samosaboyzz». У червні 1998 р. в складі гурту «Tony Smith and Cowboy Band» бере участь на польському кантрі-фестивалі, де виборюють четверте місце (після цієї поїздки гурт припиняє своє існування). Із великим задоволенням прийняв запрошення до гурту «Мандри».
Неодружений.